# Fred O’Donnell
Fred James O’Donnell (Kanada, Ontario, Kingston, 1949. december 6. –) kanadai jégkorongozó.

## Karrier
Komolyabb junior karrierjét az OHA-Jr.-es Oshawa Generalsban kezdte 1966–1967-ben. Ebben a csapatban 1969-ig játszott. Az 1969-es NHL-amatőr drafton a Minnesota North Stars választotta ki a negyedik kör 37. helyén. A Minnesota North Stars-ban sosem játszott. 1969–1970-ben még játszott a Kingston Acesben, majd felnőtt pályafutását a CHL-es Oklahoma City Blazersben kezdte 1970-ben. A következő szezont is ebben a csapatban játszotta. 1971–1972-ben az AHL-es Boston Bravesben szerepelt. 1972–1974 között játszott az NHL-ben a Boston Bruinsban. 1974–1976 között a WHA-s New England Whalers csapatának volt a tagja. 1976-ban vonult vissza.

## Karrier statisztika
| 1966-1967       | Oshawa Generals       | OHL             | 36  | 6  | 9  | 15  | 44  | —  | — | — | — | —  |
| 1967–1968       | Oshawa Generals       | OHA             | 44  | 24 | 14 | 38  | 72  | —  | — | — | — | —  |
| 1968–1969       | Oshawa Generals       | OHA             | 54  | 31 | 27 | 58  | 124 | —  | — | — | — | —  |
| 1969–1970       | Oklahoma City Blazers | CHL             | 2   | 2  | 2  | 4   | 0   | —  | — | — | — | —  |
| 1970–1971       | Oklahoma City Blazers | CHL             | 67  | 23 | 23 | 46  | 158 | 5  | 4 | 1 | 5 | 30 |
| 1971–1972       | Boston Braves         | AHL             | 62  | 16 | 22 | 38  | 161 | —  | — | — | — | —  |
| 1972–1973       | Boston Bruins         | NHL             | 72  | 10 | 4  | 14  | 55  | 5  | 0 | 1 | 1 | 5  |
| 1973–1974       | Boston Bruins         | NHL             | 43  | 5  | 7  | 12  | 43  | —  | — | — | — | —  |
| 1974–1975       | New England Whalers   | WHA             | 76  | 21 | 15 | 36  | 84  | 3  | 0 | 0 | 0 | 15 |
| 1975–1976       | New England Whalers   | WHA             | 79  | 11 | 11 | 22  | 81  | 17 | 2 | 5 | 7 | 20 |
| OHL Összesített | OHL Összesített       | OHL Összesített | 134 | 61 | 50 | 111 | 240 | —  | — | — | — | —  |
| CHL Összesített | CHL Összesített       | CHL Összesített | 69  | 25 | 25 | 50  | 158 | 5  | 4 | 1 | 5 | 30 |
| AHL Összesített | AHL Összesített       | AHL Összesített | 62  | 16 | 22 | 38  | 161 | —  | — | — | — | —  |
| WHA Összesített | WHA Összesített       | WHA Összesített | 155 | 32 | 26 | 58  | 165 | 20 | 2 | 5 | 7 | 35 |
| NHL Összesített | NHL Összesített       | NHL Összesített | 115 | 15 | 11 | 26  | 98  | 5  | 0 | 1 | 1 | 5  |